# فریقات
فریقات (به عربی: فريقات) یک شهرداری در الجزایر است که در استان تیزی وزو واقع شده‌است.